# NGC 3190
NGC 3190 је спирална галаксија у сазвежђу Лав која се налази на NGC листи објеката дубоког неба.
Деклинација објекта је + 21° 49' 58" а ректасцензија 10h 18m 5,6s. Привидна величина (магнитуда) објекта NGC 3190 износи 11,1 а фотографска магнитуда 12,0. Налази се на удаљености од 25,250 милиона парсека од Сунца. NGC 3190 је још познат и под ознакама UGC 5559, MCG 4-24-26, ARP 316, IRAS 10153+2204, CGCG 123-37, VV 307, HCG 44A, PGC 30083.